# Vassili Lazarev
Pour les articles homonymes, voir Lazarev.
Vassili Grigorievith Lazarev (en russe : Василий Григорьевич Лазарев) est un cosmonaute soviétique, né le 23 février 1928 à Porochino, un village de l'Altaï, et décédé le 31 décembre 1990.

## Vols réalisés

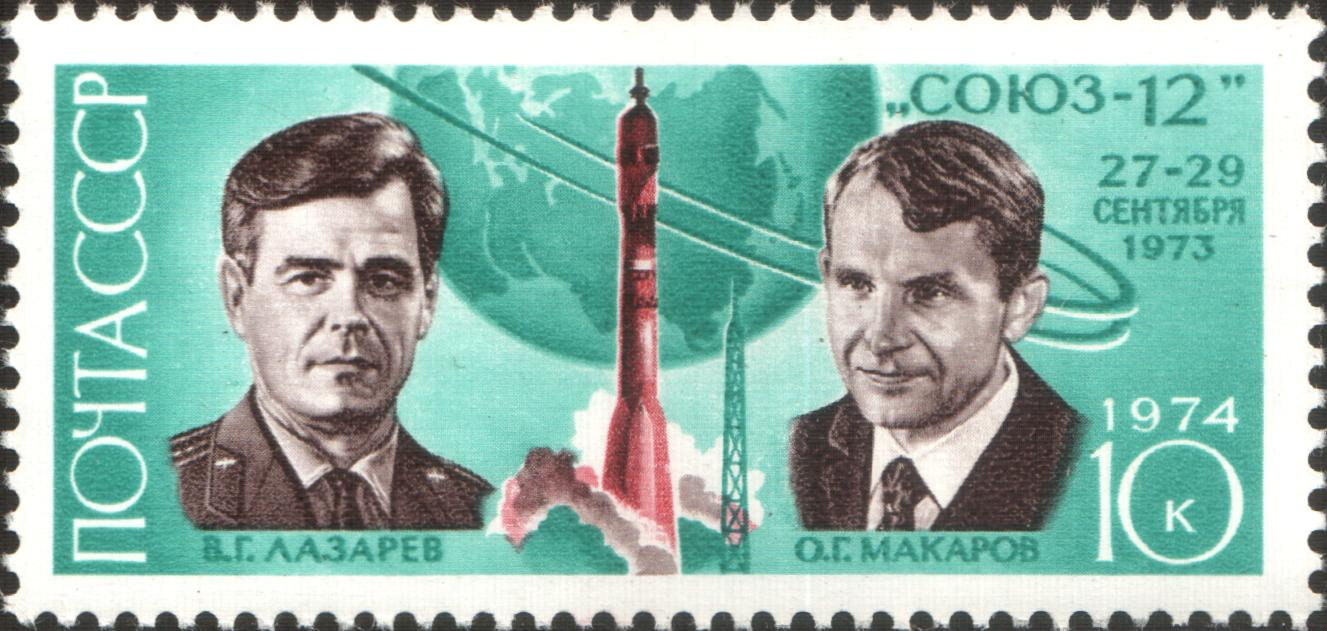
Timbre de l'URSS, "Soyuz-12", daté de 1973, et montrant Lazarev & Makarov.

Il réalise son premier vol le 27 septembre 1973, comme commandant à bord de Soyouz 12. Il revient sur Terre le 29 septembre 1973.
Le 5 avril 1975, quelques minutes après le lancement de Soyouz 18a (nommée alors Soyouz 18), le dernier étage de la fusée porteuse ne parvient pas à se séparer de l'étage inférieur, en raison d'un boulon explosif défaillant. Alors que les moteurs s'allument malgré tout, la fusée, déséquilibrée, commence à s'écarter dangereusement de sa trajectoire : la capsule est alors séparée du lanceur en éjection d'urgence. Alors que le lanceur est détruit en vol, l'équipage (l'ingénieur de vol est Oleg Makarov), fortement commotionné, mais vivant, atterrit quelques minutes plus tard; quelques séquelles resteront jusqu'à la fin de ses jours. Ce vol — devenu suborbital par la force des choses — est longtemps tenu secret par l'Union soviétique.